# Verbandsgemeinde Wirges
La comunità amministrativa di Wirges (Verbandsgemeinde Wirges) si trova nel circondario del Westerwald nella Renania-Palatinato, in Germania.

## Comuni
Fanno parte della comunità amministrativa i seguenti comuni:
| Comune, città           | Sup. (km²) | Abitanti |
| ----------------------- | ---------- | -------- |
| Bannberscheid           | 1,88       | 671      |
| Dernbach (Westerwald)   | 8,73       | 2 486    |
| Ebernhahn               | 3,31       | 1 222    |
| Helferskirchen          | 5,00       | 1 198    |
| Leuterod                | 3,88       | 847      |
| Mogendorf               | 4,24       | 1 342    |
| Moschheim               | 3,44       | 750      |
| Niedersayn              | 2,82       | 174      |
| Ötzingen                | 5,98       | 1 371    |
| Siershahn               | 4,42       | 2 911    |
| Staudt                  | 2,65       | 1 271    |
| Wirges, città           | 10,13      | 5 525    |
| Verbandsgemeinde Wirges | 56,47      | 19 768   |

(Abitanti al 31 dicembre 2021)